# Hypogymnia gracilis
Hypogymnia gracilis är en lavart som beskrevs av McCune. Hypogymnia gracilis ingår i släktet Hypogymnia och familjen Parmeliaceae.   Inga underarter finns listade i Catalogue of Life.